# 탄약 상자

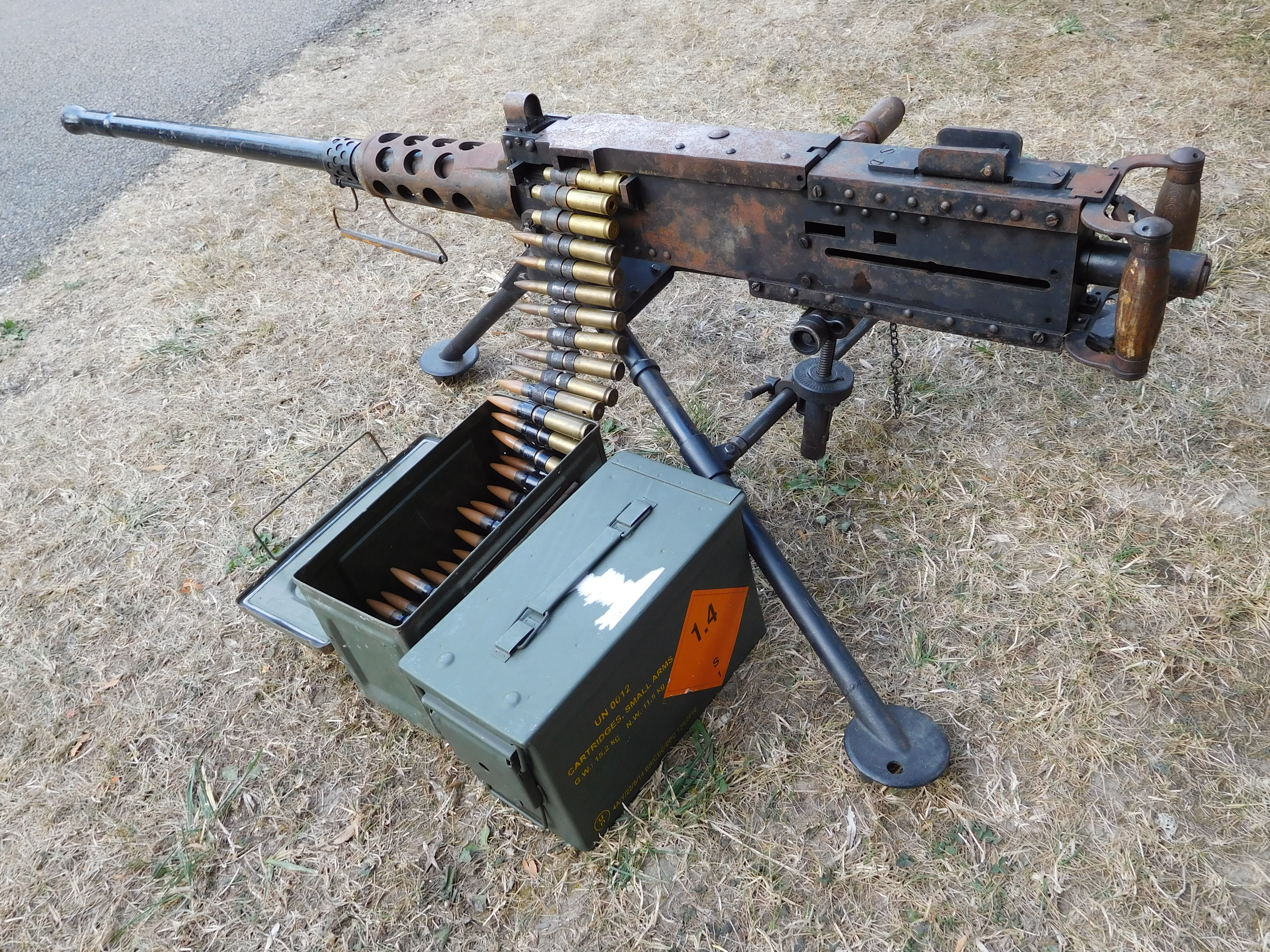
M2 브라우닝(금속 탄약 상자 포함)

탄약 상자(ammunition box) 또는 카트리지 상자(cartdridge box)는 탄약을 안전하게 운반하고 보관할 수 있도록 설계된 용기이다. 일반적으로 금속, 목재, 골판지 등으로 제작된다. 상자에는 구경, 수량, 제조일자, 로트번호, UN 위험물 라벨이 붙어 있다.
금속 용기의 경우 습기로 인한 손상으로부터 탄약을 보호하기 위해 경첩이 달린 뚜껑에 고무 개스킷이 흔히 있다. 다른 용기에는 비닐봉지나 건조제를 사용해도 된다.
재밀봉되는 탄약 상자는 주로 북대서양 조약 기구(NATO)의 전통이다. 바르샤바 조약 국가는 일반적으로 일회용 "스팸 캔"에 탄약을 보관하고 운송했다. 이들은 내부에 밀봉된 아연 라이닝이 있는 상자를 가지고 있었다.